# 關流
關流（日语：／ Sekiryū），是日本和算的流派之一。關流指的是關孝和的徒弟、徒孫等等的其流派的門人。最初使用關流這個名字的是，關孝和的徒孫，松永良弼的弟子——山路主住。其與同樣為和算流派的最上流相互對立，其原因是最上流的流派含義包括最上等和算流派的意思，兩個流派對立了持續20餘年。
關孝和的傳承弟子為荒木村英，其為第一代弟子；第二代為松永良弼；第三代為山路主住；第四代為安島直圓、藤田貞資；第五代為日下誠；第六代為和田寧、内田五觀，如此繼承。其弟子在神社與寺廟內奉納了許多算額，並間接促使江戶時代的和算高度發展。
關流最為重視的和算書籍有三本，其全部皆為關孝和的最為顯著的著作，合稱為「三部抄」：《解見題之法》、《解隱題之法》、《解伏題之法》。